# 儒格MK II手槍
儒格MK II（Ruger MK II）是由美國儒格-斯特姆公司（Sturm, Ruger）研製及生產的一款.22口徑凸緣式底火單動式半自動手槍，此槍為流行於美國境內的運動槍之一，並已售出超過300萬把。

## 型號
MK II型於1982—2005年期間生產。其前身包括了儒格標準型手槍（Ruger Standard），該型號於1949—1982年期間生產。還有於1951—1982年期間生產的MK I型。MK II的衍生型包括了「射靶型」，它有著更重的槍管和一個可調式瞄具。而22/45型則具有以聚合物製成的槍身，而且其握把角位是跟M1911手槍相匹配的。儒格MK II於2004年停產，並被更新的MK III型所取代。所有由儒格公司生產的凸緣式底火手槍都只對應.22 LR彈。

## 歷史

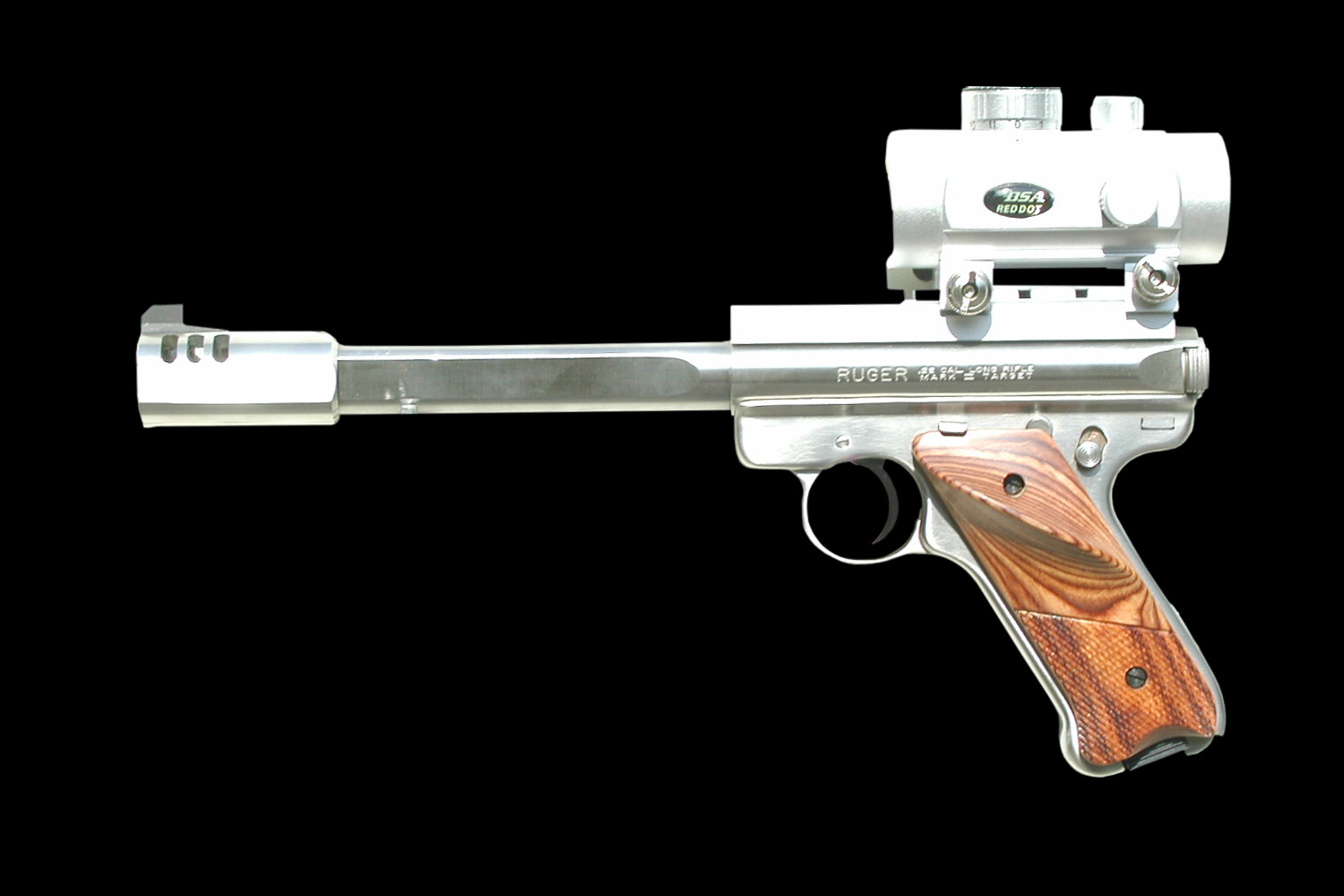
自定義改裝的MK II射靶型

最早期的儒格手槍為標準型，它並沒有型號編號。在比爾·儒格（Bill Ruger）與斯特姆（Sturm）建立合作夥伴關係之前，他成功的仿製了兩支由美國海軍陸戰隊於二戰期間繳獲的迷你南部式手槍。後來他仿效南部式手槍的槍機設計並作了一些改良，包括增加了一根長4.75吋（12.1厘米）的輕型槍管和改用固定式瞄具，開發了標準型手槍。
MK I型新增了一種射靶型，它具有一根長5.5吋（14厘米）的精密槍管或長6.875吋（17.46厘米）的重型槍管以及可調式瞄具。MK II型則新增了無彈後定裝置，槍身可以不銹鋼打造。此版本亦具有許多不同長度的槍管，當中包括：4.75吋（12.1厘米）及6吋（15厘米）輕型槍管；6.875吋（17.46厘米）及10吋（25厘米）精密槍管和5.25吋（13.3厘米）及6.875吋（17.46厘米）的重型槍管。所有具精密槍管和重型槍管的均為射靶型，它們都有著射靶用的準星，這包括了可調式後準星和更高，更寬的前準星，這些瞄具都能有效的減少昡光。
當中亦有一些價格較為昂貴的政府型，這些手槍據說是提供給美軍用作訓練及比賽用途。另外還有一種稱作「紅鷹」（Red Eagle）的型號，它在1949年起生產，直至其生產商的聯合創始人亞歷山大·斯特姆（Alexander Sturm）於1952年逝世後停產。

### 消音型

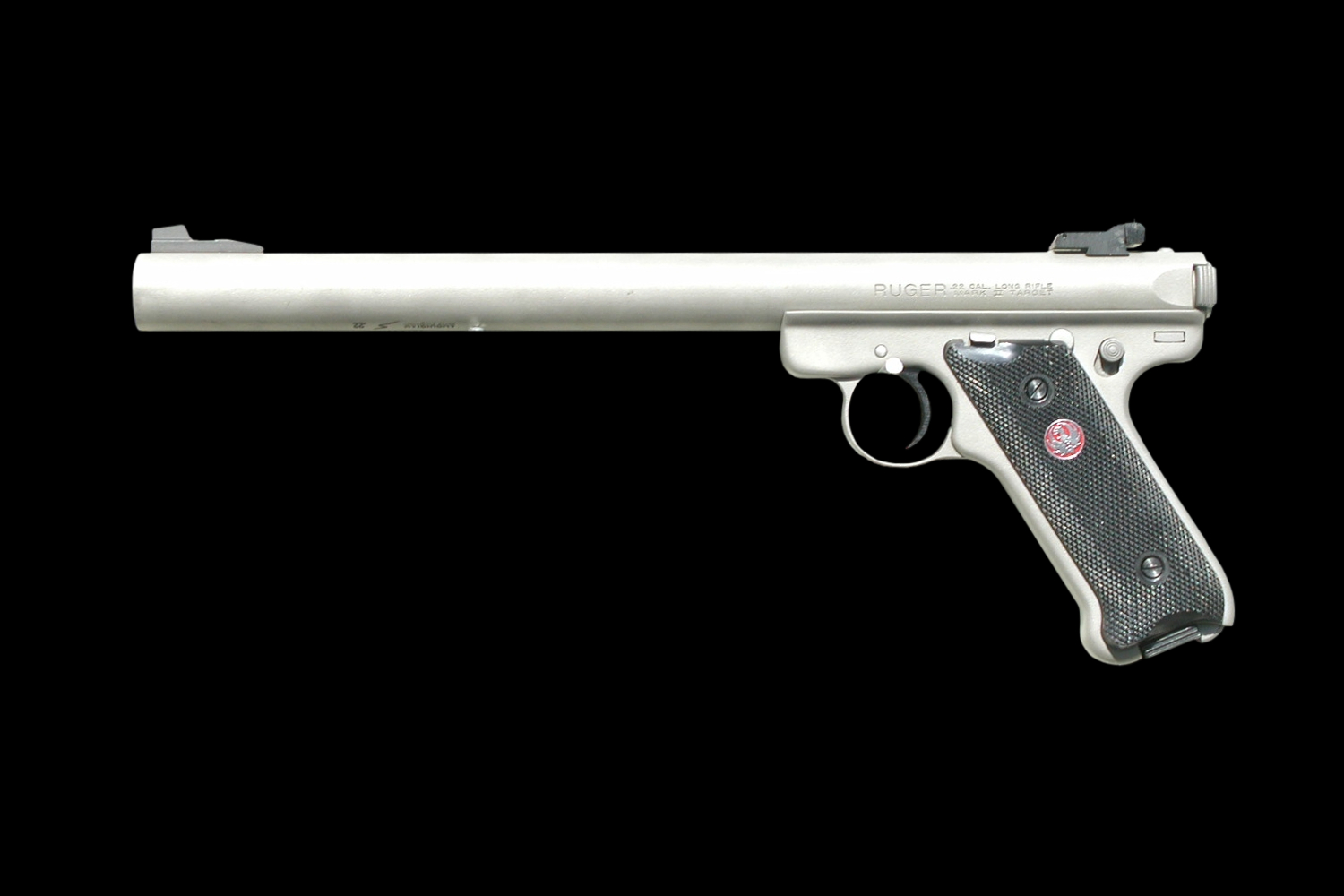
AWC TM-Amphibian 'S' ，為設有一體化消音器的版本

消聲版的儒格MK II型手槍（AWC TM-Amphibian 'S' ）亦被美國中央情報局及美國海軍海豹部隊所使用，這個版本比起MK II的標準型有著更低的噪音，而且精確度更高。另外這些手槍皆能在水底裡開火。而據稱若在消音器內注入少量水的話，消音效果就會更佳。

## 使用國
- 以色列
  - 摩蕯德（消音型）
- 波蘭
  - 波蘭武裝部隊行動應變及機動組[3]
- 美国—使用消音型。
  - 滅蟲人員
  - 美國中央情報局
  - 美國特種作戰司令部
  - 聯邦調查局人質拯救隊（已撤裝）

## 另見
- Ruger MK III
- 魯格手槍
- 柯爾特護林者
- Baikal MCM

## 外部連結
- History and Instruction Manuals （页面存档备份，存于） - 說明書。
- Mark II Manual （页面存档备份，存于） - 分解裝配圖。
- Parts Booklet （页面存档备份，存于） - 爆炸圖。
- Ruger-produced Dissembly video （页面存档备份，存于）
- Ruger-produced Reassembly video （页面存档备份，存于）
- Field Stripping （页面存档备份，存于） - 野戰分解。
- Assembly/Disassembly （页面存档备份，存于） - 完全分解及組合。
- Overtravel